# Segunda División 2021 (Uruguay)
Het seizoen 2021 van de Segunda División was het 80e seizoen van deze Uruguayaanse voetbalcompetitie op het tweede niveau. De competitie begon op 1 juni en eindigde op 11 december 2021.

## Teams
Er namen twaalf ploegen deel aan de Segunda División tijdens het seizoen 2021. Drie ploegen waren vorig seizoen vanuit de Primera División gedegradeerd (Defensor Sporting Club, Danubio FC en CA Cerro), acht ploegen wisten zich vorig seizoen te handhaven op dit niveau en Uruguay Montevideo FC promoveerde vanuit de Primera División Amateur.
Zij kwamen in de plaats voor de gepromoveerde CS Cerrito (kampioen), CSD Villa Española (tweede) en IA Sud América (zesde, winnaar van de nacompetitie). Tacuarembó FC degradeerde vorig seizoen naar het derde niveau.
| Club                      | Stad        | Stadion                      | Capaciteit | Vorig seizoen |
| ------------------------- | ----------- | ---------------------------- | ---------- | ------------- |
| Albion FC                 | Montevideo  | Estadio Charrúa              | 11.226     | 12e           |
| CA Atenas                 | San Carlos  | Estadio Charrúa (Montevideo) | 11.226     | 10e           |
| Central Español FC        | Montevideo  | Estadio Charrúa              | 11.226     | 7e            |
| CA Cerro                  | Montevideo  | Estadio Charrúa              | 11.226     | 16e (1ª)      |
| Danubio FC                | Montevideo  | Estadio Charrúa              | 11.226     | 15e (1ª)      |
| Defensor Sporting Club    | Montevideo  | Estadio Charrúa              | 11.226     | 12e (1ª)      |
| CA Juventud               | Las Piedras | Estadio Charrúa (Montevideo) | 11.226     | 3e            |
| Racing Club de Montevideo | Montevideo  | Estadio Charrúa              | 11.226     | 5e            |
| Rampla Juniors FC         | Montevideo  | Estadio Charrúa              | 11.226     | 4e            |
| Rocha FC                  | Rocha       | Estadio Charrúa (Montevideo) | 11.226     | 8e            |
| Uruguay Montevideo FC     | Montevideo  | Estadio Charrúa              | 11.226     | 1e (1ªA)      |
| CA Villa Teresa           | Montevideo  | Estadio Charrúa              | 11.226     | 9e            |

## Competitie-opzet
De competitie werd gespeeld van 1 juni tot 24 november 2021. Alle ploegen speelden tweemaal tegen elkaar. De nummers één en twee promoveerden naar de Primera División. De nummers drie tot en met zes kwalificeerden zich voor de play-offs, waarin werd gestreden om de derde promotieplaats. Alle wedstrijden werden achter gesloten deuren gespeeld, op een na allemaal in het Estadio Charrúa in Montevideo.
De openingswedstrijd op 1 juni ging tussen CA Villa Teresa en CA Juventud. Deze wedstrijd eindigde in een 3–1 overwinning voor Juventud, op papier de bezoekende ploeg. Omdat de overige wedstrijden in de eerste speelronde geen ruimere overwinningen kende mocht Juventud zich de eerste koploper van de competitie noemen. Door een verliespartij tegen Albion FC raakten ze die koppositie echter de daaropvolgende week al kwijt aan Racing Club de Montevideo.
In de acht daaropvolgende wedstrijden bleef Racing ongeslagen, totdat ze de laatste wedstrijd van de eerste seizoenshelft verloren van Juventud. Desondanks bleven ze op de eerste plaats. Halverwege de competitie op 14 augustus hadden ze 22 punten, gevolgd door Albion met 21 punten. Degradant Defensor Sporting Club bezette met 20 punten de derde plaats. Onderaan stond Villa Teresa laatste met slechts 5 punten.
Een maand later werd de competitie weer hervat. Racing Club verstevigde in eerste instantie hun leidende positie door de eerste twee wedstrijden te winnen. Daarna verloren ze echter drie keer in vier wedstrijden, waardoor Albion de eerste plaats kon overnemen. Na de volgende twee wedstrijden te hebben gewonnen slaagde Albion erin om twee wedstrijden voor het einde promotie veilig te stellen via een remise tegen Racing. Een week later verzekerden ze zich - ondanks verlies tegen Rocha FC - ook van de titel. In de slotfase van het seizoen had Racing de tweede plaats ook af moeten staan aan Danubio FC. Op de slotdag waren deze twee ploegen, net als Defensor Sporting, nog in de running voor de tweede plaats. In een onderling duel won Danubio van Defensor Sporting, waardoor ook zij rechtstreeks promoveerden.
Albion promoveerde als kampioen naar de Primera División. Het was voor het eerst sinds 1908 dat ze weer op het hoogste niveau zouden gaan spelen. Opvallend was dat Albion vorig seizoen nog nacompetitie had moeten spelen om hun plekje in de Segunda División te behouden. Voor vicekampioen Danubio - dat vorig jaar was gedegradeerd - duurde het verblijf in de lagere klassen aanzienlijk korter. Racing, Defensor Sporting, CA Cerro en Central Español FC (de nummers drie tot en met zes) speelden nog play-offs om de derde promovendus te bepalen.
In de tweede seizoenshelft had Villa Teresa de rode lantaarn overgedragen aan Rocha. Met de resultaten van vorig seizoen opgeteld werd Rocha hierdoor ook laatste in de degradatietabel (het gemiddelde over de laatste twee seizoenen). Daardoor degradeerden de Celestes del Este rechtstreeks naar de Primera División Amateur. Villa Teresa eindigde als een-na-laatste en kwalificeerde zich daardoor voor de Repechaje (nacompetitie) tegen de nummer twee van de Primera División Amateur.

### Eindstand
|     | Club                      | Sp. | W  | G | V  | Pnt. | DV | DT | DS  |
| --- | ------------------------- | --- | -- | - | -- | ---- | -- | -- | --- |
| 1.  | Albion FC                 | 22  | 13 | 5 | 4  | 44   | 31 | 18 | +13 |
| 2.  | Danubio FC                | 22  | 12 | 5 | 5  | 41   | 24 | 14 | +10 |
| 3.  | Racing Club de Montevideo | 22  | 10 | 8 | 4  | 38   | 27 | 16 | +11 |
| 4.  | Defensor Sporting Club    | 22  | 11 | 4 | 7  | 37   | 33 | 21 | +12 |
| 5.  | CA Cerro                  | 22  | 10 | 7 | 5  | 37   | 26 | 20 | +6  |
| 6.  | Central Español FC        | 22  | 9  | 6 | 7  | 33   | 29 | 29 | 0   |
| 7.  | CA Juventud               | 22  | 8  | 5 | 9  | 29   | 27 | 27 | 0   |
| 8.  | Uruguay Montevideo FC     | 22  | 7  | 4 | 11 | 25   | 21 | 27 | –6  |
| 9.  | CA Atenas                 | 22  | 5  | 9 | 8  | 24   | 20 | 17 | +3  |
| 10. | Rampla Juniors FC         | 22  | 5  | 6 | 11 | 21   | 14 | 32 | –18 |
| 11. | CA Villa Teresa           | 22  | 4  | 6 | 12 | 18   | 17 | 32 | –15 |
| 12. | Rocha FC                  | 22  | 4  | 3 | 15 | 15   | 20 | 36 | –16 |

### Legenda
| Kleur | Kwalificatie voor                                |
| ----- | ------------------------------------------------ |
|       | Promotie naar de Primera División                |
|       | Play-offs voor promotie naar de Primera División |

## Play-Offs
De Play-Offs werden gespeeld op 30 november en 3 december (halve finales) en op 6 en 9 december 2021 (finale). De ploegen die op de derde tot en met zesde plek waren geëindigd in de competitie namen deel aan de play-offs. De winnaar van deze knock-outwedstrijden promoveerde naar de Primera División. Alle wedstrijden werden in het Estadio Charrúa in Montevideo afgewerkt. Bij een gelijke stand in de halve finales ging de ploeg die hoger was geëindigd in het klassement door naar de finale. Bij een gelijke stand in de finale werd er verlengd en, indien nodig, strafschoppen genomen.
Defensor Sporting Club, de nummer vier uit de reguliere competitie, wist in de finale te winnen van het als derde geëindigde Racing Club de Montevideo. De Violetas keerden zo na een jaar afwezigheid weer terug in de Primera División.

### Wedstrijdschema
|  | Halve finale | Halve finale                  | Halve finale | Halve finale | Halve finale |   |                 | Finale            | Finale | Finale | Finale | Finale |
|  |              |                               |              |              |              |   |                 |                   |        |        |        |        |
|  | 5            | Cerro                         | 1            | 1            | 2            |   |                 |                   |        |        |        |        |
|  | 4            | Defensor Sporting (reg. com.) | 2            | 0            | 2            |   |                 |                   |        |        |        |        |
|  | 4            | Defensor Sporting (reg. com.) | 2            | 0            | 2            |   | 4               | Defensor Sporting | 3      | 0      | 3      |        |
|  |              |                               |              |              |              |   | 4               | Defensor Sporting | 3      | 0      | 3      |        |
|  |              | 3                             | Racing       | 0            | 0            | 0 |                 |                   |        |        |        |        |
|  | 6            | 3                             | Racing       | 0            | 0            | 0 | Central Español | 0                 | 1      | 1      |        |        |
|  | 6            |                               |              |              |              |   | Central Español | 0                 | 1      | 1      |        |        |
|  | 3            | Racing (reg. com.)            | 0            | 1            | 1            |   |                 |                   |        |        |        |        |

## Topscorers
Diego Coelho van CA Cerro werd met 11 doelpunten de topscorer van de competitie.
| №  | Speler         | Club                      | Goals |
| -- | -------------- | ------------------------- | ----- |
| 1. | Diego Coelho   | CA Cerro                  | 11    |
| 2. | Diego Vera     | Defensor Sporting Club    | 10    |
| 3. | Matías Britos  | CA Atenas                 | 8     |
| 3. | Alejo Cruz     | Racing Club de Montevideo | 8     |
| 3. | Pablo González | Albion FC                 | 8     |

## Degradatie
Een ploeg degradeerde rechtstreeks naar de Primera División Amateur; dit was de ploeg die over de laatste twee seizoenen het minste punten had verzameld in de competitie (regulier seizoen). Het aantal behaalde punten werd gedeeld door het aantal gespeelde duels, aangezien niet alle ploegen beide seizoenen in de Segunda División speelden. De ploeg die in dit klassement een-na-laatste eindigde moest hun plekje in de Segunda División verdedigen in de Repechaje (nacompetitie) tegen de nummer twee van de Primera División Amateur.
Met nog twee speelrondes te gaan konden nog drie ploegen degdaderen: CA Atenas, CA Villa Teresa en Rocha FC. Omdat Atenas hun een-na-laatste wedstrijd gelijk speelde en Villa Teresa niet kon winnen waren de Atenienses  zeker van handhaving. Villa Teresa en Rocha zouden op de slotdag uitmaken wie er rechtstreeks zakte en wie er nog een kans op handhaving kreeg in de nacompetitie. Rocha moest minimaal gelijkspelen tegen CA Cerro om nog deel te mogen nemen aan die barragewedstrijden. Ze verloren echter, waardoor degradatie een feit was. Hierdoor was Villa Teresa - dat zelf gelijkspeelde tegen kampioen Albion FC - veroordeeld tot de nacompetitie.
|     | Club                      | Sp. | 2020  | 2021 | Tot. | Gem. |
| --- | ------------------------- | --- | ----- | ---- | ---- | ---- |
| 1.  | Danubio FC                | 22  | (1ª)  | 41   | 41   | 1,86 |
| 2.  | Defensor Sporting Club    | 22  | (1ª)  | 37   | 37   | 1,68 |
| 3.  | CA Cerro                  | 22  | (1ª)  | 37   | 37   | 1,68 |
| 4.  | Racing Club de Montevideo | 44  | 30    | 38   | 68   | 1,54 |
| 5.  | Albion FC                 | 44  | 22    | 44   | 66   | 1,50 |
| 6.  | CA Juventud               | 44  | 32    | 29   | 61   | 1,39 |
| 7.  | Central Español FC        | 44  | 27    | 33   | 60   | 1,36 |
| 8.  | Rampla Juniors FC         | 44  | 32    | 21   | 53   | 1,20 |
| 9.  | Uruguay Montevideo FC     | 22  | (1ªA) | 25   | 25   | 1,14 |
| 10. | CA Atenas                 | 44  | 24    | 24   | 48   | 1,09 |
| 11. | CA Villa Teresa           | 44  | 26    | 18   | 44   | 1,00 |
| 12. | Rocha FC                  | 44  | 27    | 15   | 42   | 0,95 |

### Legenda
| Kleur | Resultaat                                                         |
| ----- | ----------------------------------------------------------------- |
|       | Barragewedstrijden tegen degradatie naar Primera División Amateur |
|       | Degradatie naar Primera División Amateur                          |